# Tshering Tobgay
Tshering Tobgay (sinh ngày 19 tháng 9 năm 1965) là chính trị gia Bhutan, giữ chức Thủ tướng Bhutan từ năm 2013. Ông là nhà lãnh đạo của Đảng Dân chủ Nhân dân,, và là lãnh đạo của phe đối lập trong Quốc hội từ tháng 3 năm 2008 để tháng 4 năm 2013.

## Thời thơ ấu
Tobgay được sinh ra trong một gia đình có sáu người con. Cả cha và mẹ ông đều góp phần làm mở rộng lãnh thổ Bhutan. Cha ông từng là binh sĩ trong quân đội Bhutan, còn mẹ ông giúp sức xây dựng tuyến đường đầu tiên nối Bhutan với Ấn Độ.

## Giáo dục
Tobgay học cấp hai tại Dr.Graham's Homes School ở thành phố Kalimpong, Ấn Độ, phía đông dãy Himalayas.
Năm 1990, ông nhận bằng cử nhân khoa học ngành kỹ nghệ cơ khí từ Học viện Kỹ nghệ Swanson tại Đại học Pittsburgh sau khi nhận một học bổng của Liên Hợp Quốc. Tobgay còn hoàn thành một bằng thạc sĩ ngành hành chính công ở Học viện Chính phủ John F.Kennedy tại Đại học Harvard năm 2004.

## Sự nghiệp
Tobgay là một công chức trước khi tham gia vào chính trị. Ông bắt đầu sự nghiệp của mình vào năm 1991 tại Bộ phận Kỹ thuật và Dạy nghề (Technical and Vocational Education Section - TVES) của Sở giáo dục Bhutan. Sau thời gian làm việc ở TVES (1991 - 1999), Tobgay khởi động và điều hành Cơ quan Đào tạo kỹ thuật Quốc gia(National Technical Training Authority - NTTA) từ năm 1999 đến 2003.
Ông là giám đốc bộ phận Tài nguyên con người trong Bộ Lao động và Tài nguyên con người từ năm 2003 đến 2007. Ông từ chức ở Bộ Lao động vào tháng 2 năm 2007 và phục vụ cho đức vua đương nhiệm Jigme Singye Wangchuck, người lập nên nền dân chủ năm 2008.

## Hoạt động chính trị
Tobgay là đồng sáng lập của Đảng Dân chủ Nhân dân (People's Democratic Party - PDP) và chịu trách nhiệm thành thành lập Đảng nói trên như một tổ chức chính trị được đăng ký đầu tiên tại Bhutan. Cuộc tranh cử năm 2008, PDP chỉ thắng được hai ghế, một là của Tobgay. Năm 2009, lãnh đạo Đảng PDP Sangay Ngedup từ chức và Tobgay kế nhiệm vị trí đó. Sau đợt bỏ phiếu kín trong cuộc bầu cử năm 2013, Tobgay được bầu làm Thủ tướng Bhutan.

### Chiến dịch 2013
Trong suốt chiến dịch tranh cử năm 2013, Tobgay tập trung vào việc cải thiện Bhutan với những lời hứa nhỏ. Thay vì đi theo dấu chân của người tiền nhiệm và xúc tiến Tổng Hạnh phúc Quốc gia (Gross National Happiness - GNH), Tobgay cam kết gửi đến mỗi ngôi làng một máy phát điện và nhiều phương tiện công ích cho mỗi quận, huyện.

### Lý tưởng
Tobgay tin rằng làm việc một cách bao quát với các vấn đề như việc làm cho thanh niên, nạn tham những và nợ công quan trọng hơn là dồn hết sức vào mỗi GNH. Ông cũng tập trung vào ngăn chặn nạn tham nhũng trong chính phủ, và tương tác với người dân.

## Phát biểu
Tại TEDxThimphu, Tobgay nói về hạnh phúc và căn bản hạnh phúc được diễn giải như thế nào trong các bài nói của diễn giả khác, như của Nancy Etcoff, Silver Donald Cameron. Trong phần diễn thuyết của mình, ông nhấn mạnh rằng có ý thức về mục đích, tính cá biệt và sự an toàn là nền tảng quan trọng để trở nên hạnh phúc.

## Phong tước
Năm 2014, Vua Bhutan trao cho Tobgay Khăn choàng Lungmar cho việc ông là nhà lãnh đạo đối lập của Quốc hội.